# Kikuchi Shingaku
Kikuchi Shingaku est un nom japonais traditionnel ; le nom de famille (ou le nom d'école), Kikuchi, précède donc le prénom (ou le nom d'artiste).
Kikuchi Shingaku (菊地 新学, 1832 - 1915) est un photographe japonais du XIXe siècle renommé, pionnier de la photographie au Japon formé par Yokoyama Matsusaburō.